# Eulophias
Eulophias es un género de peces de la familia Eulophiidae. Fue descrito por Hugh McCormick Smith en 1902.

## Especies
- Eulophias koreanus Kwun & Kim, 2012
- Eulophias owashii Okada & Suzuki, 1954
- Eulophias tanneri H. M. Smith, 1902
- Eulophias spinosior Naohide Nakayama, Takeshi Yamakawa, Munehiro Takami and Hiromitsu Endo, 2023.[6]